# Bart Simpson
Bartholomew Jojo "Bart" Simpson é um personagem ficcional criado por Matt Groening para a sitcom Os Simpsons, o filho mais velho de Homer e Marge Simpson. O personagem é retratado como um menino rebelde e desobediente que tem más notas na escola. Este comportamento o deixa frequentemente em situações difíceis com as pessoas que trabalham em sua escola, com sua família, e com estranhos.
É revelado em alguns episódios que o mal dentro de Bart deve-se ao fato de Marge ter acidentalmente bebido uma gota de álcool durante a gravidez, o que mexeu com o cérebro do bebê, dando a sua personalidade as características negativas que compõem o estilo do personagem. O seu cabelo, apesar de aparecer louro, é vermelho, apenas doura com o sol (temporada 20, episódio 12).
No elenco, Nancy Cartwright originalmente planejava fazer um teste para o papel de Lisa, enquanto Yeardley Smith tentava sair para o Bart. A voz de Smith era alta demais para um menino, então ela recebeu o papel de Lisa. Cartwright descobriu que Lisa não era interessante na época, então fez o teste para Bart, que ela achou que era um papel melhor.

## Informações ficcionais

### Aniversário
De acordo com o livro Os Simpsons: O álbum de família sem censura (ISBN 0-06-096582-7), seu "aniversário" é em 1 de abril ou o Dia da Mentira. De acordo com a cronologia do programa Bart nasceu em 1980 pois ele é dois anos e 38 dias mais velho que Lisa, que nasceu durante as Olimpíadas de Verão de 1984. Entretanto, no episódio "Casei com Marge", foi revelado que Bart foi concebido no final de maio de 1980 (Homer e Marge tinham acabado de ver O império contra-ataca), o que deixaria sua data de nascimento em 1 de abril de 1980. O ano provavelmente não é consistente pois Bart é sempre descrito como tendo 10 anos.  Na temporada 26, episódio 6, "Simpsorama", Bart diz para Homer que seu aniversário é dia 23 de fevereiro.
Bart foi considerado uma das 101 personalidades mais influentes do século XX, pela revista Time, na edição de 18 de abril de 2005 vol. 165, nº 16, onde estão relacionados políticos, artistas, inventores, cientistas e celebridades variadas.

### Família

#### Homer Simpson
A relação entre os dois não é muito estável, mas também não é má. Bart desde pequeno é vítima de estrangulamentos de seu pai e de vez em quando, o seu pai ignora-o. Apesar de tudo, Homer não o esquece e tenta, mas enerva-se de vez em quando pelos disparates que Bart faz, que o chegam mesmo a enervar pelas más notas da escola e pelas travessuras.

#### Marge Simpson
Ele adora a mãe, mas quando ela o controla, considera-a chata. É talvez o único membro da família Simpson que compreende e dá atenção aos sentimentos de Bart.

#### Lisa Simpson
A relação não é muito boa, mas é típica de irmãos. Eles os dois passam a vida a gozarem um ao outro e em alguns episódios, a Lisa estrangula o Bart. Mas de vez em quando, pede conselhos a Lisa. A relação dos dois quando menores era horrível, até Bart descobrir que a sua primeira palavra foi o seu nome de "Lisa" (episódio Lisa's First Word). Depois disso, a relação foi menos odiosa e Bart conseguiu aceitá-la, como irmã. Apesar das constantes divergências e gabarolices, no fundo, amam-se.

#### Maggie Simpson
Maggie olha para Bart como a sua influência. De vez em quando faz o mesmo que o irmão faz, como travessuras ao pai. Em um dos episódio, Bart fuma e ela também.
É considerada fisicamente mais forte que ele.
Certamente seja a única da família que mais goste dele e que o respeite.

## Conhecimentos e habilidades
Bart é um poliglota e pode falar várias línguas, com diferentes graus de fluência. Embora ele não tenha demonstrado a capacidade desde sua viagem à França, como estudante de intercâmbio, ele fala um francês quase perfeito em The Crepes of Wrath. Ele também aprendeu espanhol em questão de horas, em sua “preparação” para a viagem da família ao Brasil. Mas acabou se frustrando ao descobrir ainda no avião ao saber que os brasileiros falam Português e não espanhol (em Blame It on Lisa). Bart também fala japonês; que ele também aprendeu em um par de horas na prisão, juntamente com Homer; no episódio A Star is Burns. Outra habilidade é a musical, sendo um baterista promissor, pelo menos até que uma lesão no braço destruísse essa capacidade (Jazzy and the Pussycats).

## Relacionamentos
Bart já teve vários relacionamentos e paixões, que foram desde um amor platônico (episódio New Kid on the Block), um noivado (Apocalypse Cow) e até um “quase casamento” (Little Big Girl).
- Laura Powers – filha adolescente de Ruth Power.
- Greta Wolfcastle – filha do ator Rainier Wolfcastle.
- Mary Spuckler – uma das filhas de Cletus.
- Nikki McKenna – colega da Escola Primária de Springfield.
- Gina Vendetti – colega do Reformatório Juvenil de Springfield.
- Jessica Lovejoy – filha do Reverendo Lovejoy.
- Darcy – garota da cidade de North Haverbrook.
- Jenny – menina voluntária no Castelo dos Aposentados de Springfield.
- Melody Juniper – filha da nova professora de música da escola.
- Sherri e Terri – colegas da Escola Primária de Springfield.
- Shauna – ex-namorada de Jimbo.

### Outros
- Backy – menina de aparelho ortodôntico que beijou Bart durante a “Festa do Pijama” promovida Lisa em "Homer's Odyssey".
- Prima de Sherri e Terri – garota que diz ter uma queda por Bart, em "The Way We Weren't".
- Menina do Romance de Verão – garota, sem nome, com quem Bart teve um breve relacionamento. Ele a incluiu na lista de “100 atividades para fazer no verão” e ela o inclui na lista de “beijar 100 meninos” (episódio "The Monkey Suit").

### No futuro
- Jenda – namorada de adolescência, esposa, ex-esposa e futura mãe dos filhos de Bart. Apareceu pela primeira vez em “Future-Drama”.
- Segunda ex-esposa – no episódio "Lisa's Wedding" um Bart adulto diz que se divorciou duas vezes. Presumindo-se que a primeira vez foi com Jenda, a identidade da segunda ex-esposa ainda é um mistério.
- Verdadeiro Amor de Bart – segundo a “Máquina de Astrologia” do Professor Frink, Bart encontrará seu verdadeiro amor um minuto antes de morrer, aos 83 anos.